# Saint-Pierre và Miquelon
Vùng lãnh thổ cộng đồng Saint-Pierre và Miquelon (tiếng Pháp: Collectivité territoriale de Saint-Pierre-et-Miquelon, phát âm tiếng Pháp: [sɛ̃.pjɛʁ.e.mi.klɔ̃]) là một quần đảo nhỏ - trong đó đảo chính Saint Pierre và Miquelon, nằm ở ngoài khơi phía Đông Canada gần Newfoundland.
Một phần lãnh thổ của Saint-Pierre và Miquelon được đặt trong quyền kiểm soát của Pháp và Liên minh châu Âu (EU), nhưng do quy định thủ tục nhập cảnh đặc biệt, các nước trong EU đã không cho phép công dân Pháp được tự do đi lại, tổ chức buôn bán trên quần đảo này.